# Chłopków (Masowien)
Chłopków [ˈxwɔpkuf] ist ein Ort in Polen in der Woiwodschaft Masowien mit 250 Einwohnern.

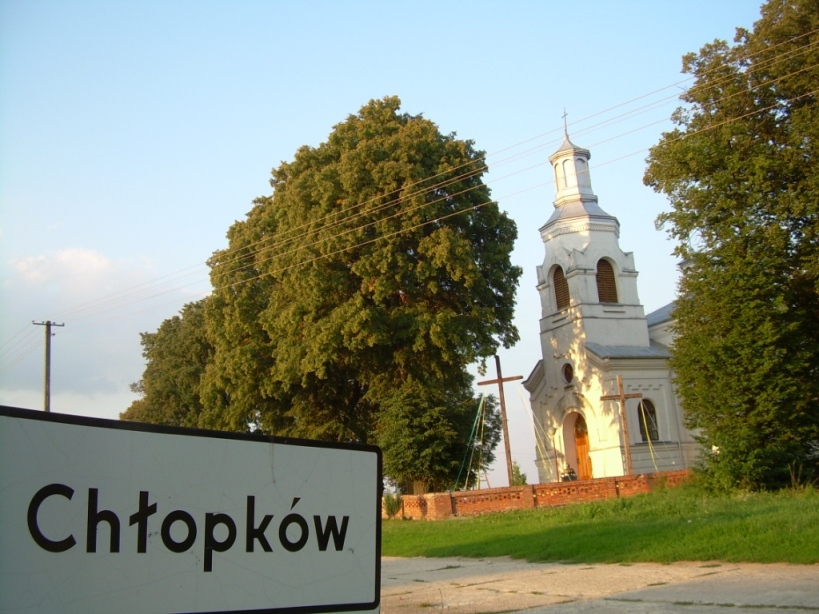
Kirche in Chłopków

## Lage
Der Ort liegt etwa sechs Kilometer südöstlich von Platerów, zwölf Kilometer nordöstlich von Łosice. Nach Warschau sind es in westlicher Richtung circa 128 Kilometer.

## Geschichte
Von 1975 bis 1998 gehörte er zur Woiwodschaft Biała Podlaska.